# Cremastinae
Cremastinae zijn een onderfamilie van insecten die behoren tot de familie van de gewone sluipwespen (Ichneumonidae). Deze geslachtengroep werd opgericht door Arnold Förster in 1868, toen onder de naam Cremastoidae. Het typegeslacht van de onderfamilie is Cremastus Gravenhorst, 1829, het enige geslacht dat Förster in de groep opnam toen hij zijn indeling van de sluipwespen publiceerde.

## Taxonomie
De volgende  geslachten zijn bij de familie ingedeeld:(niet compleet)
- Belesica
- Creagrura
- Cremastus
- Dimophora
- Eiphosoma
- Eucremastoides
- Eucremastus
- Eurygenys
- Eutanygaster
- Pimplomorpha
- Pristomerus
- Ptilobaptus
- Sustenus
- Temelucha
- Trathala
- Xiphosomella